# 普里賓 (利維夫州)
49°33′32″N 24°28′6″E / 49.55889°N 24.46833°E
普里賓（烏克蘭語：Прибинь）是烏克蘭西部利維夫州利維夫區佩列梅什利亞內市鎮的村莊。該村面積1.39平方公里，海拔高度304米，2001年人口135，人口密度每平方公里97.12人。